# Phyllonorycter troodi
Phyllonorycter troodi är en fjärilsart som beskrevs av Gerfried Deschka 1974. Phyllonorycter troodi ingår i släktet guldmalar, och familjen styltmalar.
Artens utbredningsområde är Cypern. Inga underarter finns listade i Catalogue of Life.